# Niklas Zennström
Niklas Mårten Zennström (Järfälla, 16 febbraio 1966) è un imprenditore, filantropo e investitore svedese.
È famoso per aver fondato diverse imprese ad alto profilo tecnologico insieme a Janus Friis come Skype e KaZaA. Più recentemente i due hanno fondato il gruppo d'investimento Atomico diventando così punto di riferimento per gli imprenditori del settore dell'alta tecnologia.

## Carriera
Zennström ha iniziato la sua carriera professionale presso l'operatore europeo di telecomunicazioni Tele2. Ha continuato a ricoprire ruoli di sviluppo commerciale e come responsabile per le imprese europee di Internet Service Provider e get2net come CEO del portale everyday.com.
Nel 2001 Zennström insieme a Friis, hanno dato vita a Kazaa, l'applicazione peer-to-peer. Niklas è stato amministratore delegato portando il software ad essere il più scaricato al mondo nel 2003. Dopo alcune cause depositate nei tribunali dai membri della musica e dell'immagine negli Stati Uniti, Kazaa è stato venduto a Sharman Networks.
Zennström ha poi fondato ed ha ricoperto la carica di CEO in Joltid, una società di software che sviluppa e commercializza soluzioni peer-to-peer e tecnologie di ottimizzazione del traffico. Zennström è stato anche cofondatore di Altnet, il primo software sicuro della rete in materia di peer-to-peer, garantendo l'integrazione della promozione, la distribuzione e il pagamento dei contenuti digitali.
Il più grande successo fino ad oggi, per Zennström e Friis, è Skype, una società di telefonia basata su principi peer-to-peer. Il 14 ottobre 2005 Skype è stata acquisita da eBay per € 2100000000 (2,6 miliardi di dollari) più la possibilità di guadagnare ulteriori bonus basati sulle prestazioni fino a € 1,2 miliardi. Zennström era CEO dall'avvio di Skype fino al settembre 2007. Durante questo periodo, Skype è diventato il leader globale nella comunicazione vocale su Internet, con oltre 309 m utenti registrati dopo soli cinque anni dal lancio.
Dopo la vendita di Skype, Zennström e Friis, nel 2007 hanno lanciato Joost, un servizio di distribuzione video online (dove Zennström è stato co-presidente).
Nel 2009 Zennström è entrato a far parte del Consorzio di Investimento acquistato da eBay, Skype e ora è ri-entrato nel Consiglio di Amministrazione di Skype. Quest'ultimo ha fatto registrare nel 3 trimestre 2009 guadagni di $ 185m e 521M Utenti Registrati.
Attualmente, Zennström è a capo di Atomico. Con sede a Londra, la società investe principalmente in aziende tech in rapida crescita con la capacità di trasformare i loro business. Atomico ha investito in oltre 30 aziende, tra cui MadBid, Last.fm, FON, Xobni, Technorati, Heysan, RDIO e WooMe.

## Educazione
Zennström ha due lauree in Economia Aziendale (laurea) e Ingegneria Fisica (MSc) all'Università di Uppsala in Svezia. Ha trascorso il suo ultimo anno alla University of Michigan, Ann Arbor, USA.

## Atomico
Atomico è un gruppo di investimento focalizzato sul settore della tecnologia. La società cerca di investire in aziende tecnologiche in rapida crescita che hanno modelli di business innovativi o di nuove tecnologie promettenti. Attraverso la loro esperienza nella costruzione di Skype, Kazaa e Joltid, sono in grado di comprendere la dinamica dei modelli di business.

## Filantropia
Insieme alla moglie Caterina, ha fondato la Zennström Philanthropies per dirigere la loro beneficenza nei settori del cambiamento climatico, i diritti umani e l'imprenditorialità sociale. Niklas è specificatamente impegnato nella lotta contro il cambiamento climatico per migliorare lo stato del Mar Baltico.

## Interessi Personali
Zennström è un appassionato velista e il suo yacht da regata RAN 2 compete nella maggior parte delle corse più importanti del calendario off-shore. Zennstrom team è stato vincitore assoluto del prestigioso Rolex Fastnet Race 2009.

## Interviste
- The Sunday Times (November 27, 2005)  Archiviato il 7 ottobre 2008 in Internet Archive.
- Business Week (September 19, 2005)
- The Guardian (July 14, 2005)
- PCTechTalk (July 10, 2005)
- BusinessWeek Online (May 30, 2005)
- IDG News Service (March 16, 2005)
- PC Pro (March 11, 2005)
- TMCnet (March 2, 2005)
- Engadget (November 8, 2004)
- Pocket PC Thoughts (September 3, 2004)